# Wagneau Eloi
Wagneau Eloi (ur. 11 września 1973 w Port-au-Prince) – haitański piłkarz, grający na pozycji napastnika oraz trener.
W Ligue 1 rozegrał 133 spotkania i zdobył 23 bramki.